# Латухинская Степенная книга
Латухинская Степенная книга — первый обобщающий труд по истории Русского государства в его тогдашних границах, написанный в 1678 году Тихоном Макарьевским, архимандритом Макарьевского Желтоводского монастыря. Повторяла структуру Степенной книги, но значительно расширяла хронологические и территориальные рамки российской истории. Книга названа по имени балахнинского купца Латухина, который владел ей в начале XIX века и подарил её знаменитому историографу Николаю Карамзину. Карамзин широко использовал главы из Латухинской Степенной книги, посвящённые периоду царствования Ивана Грозного и событиям Смутного времени, при написании «Истории государства Российского».
В полном объёме Латухинская Степенная книга была опубликована лишь в 2011 году.